# Daniel Adlung
Daniel Adlung, född 1 oktober 1987 i Fürth, är en tysk fotbollsspelare (mittfältare) som spelar för Adelaide United.

## Meriter
- Bundesliga: 2008–09
- U21-Europamästerskapet: 2009